# Bälau
Bälau là một đô thị thuộc Breitenfelde đô thị chung (Amt) huyện Lauenburg (Kreis) đông nam Schleswig-Holstein, nước Đức. Đô thị Bälau có diện tích 6,5 km², dân số thời điểm 31 tháng 12 năm 2006 là 254 người.
Bälau có diện tích phần lớn là đất nông nghiệp.